# 漢泰湖
漢泰湖是俄羅斯的湖泊，由克拉斯諾達爾邊疆區負責管轄，位於泰梅爾半島南部的普托拉納高原，該湖長80公里、寬25公里，面積822平方公里，最大水深420米。